# Casa Sicher

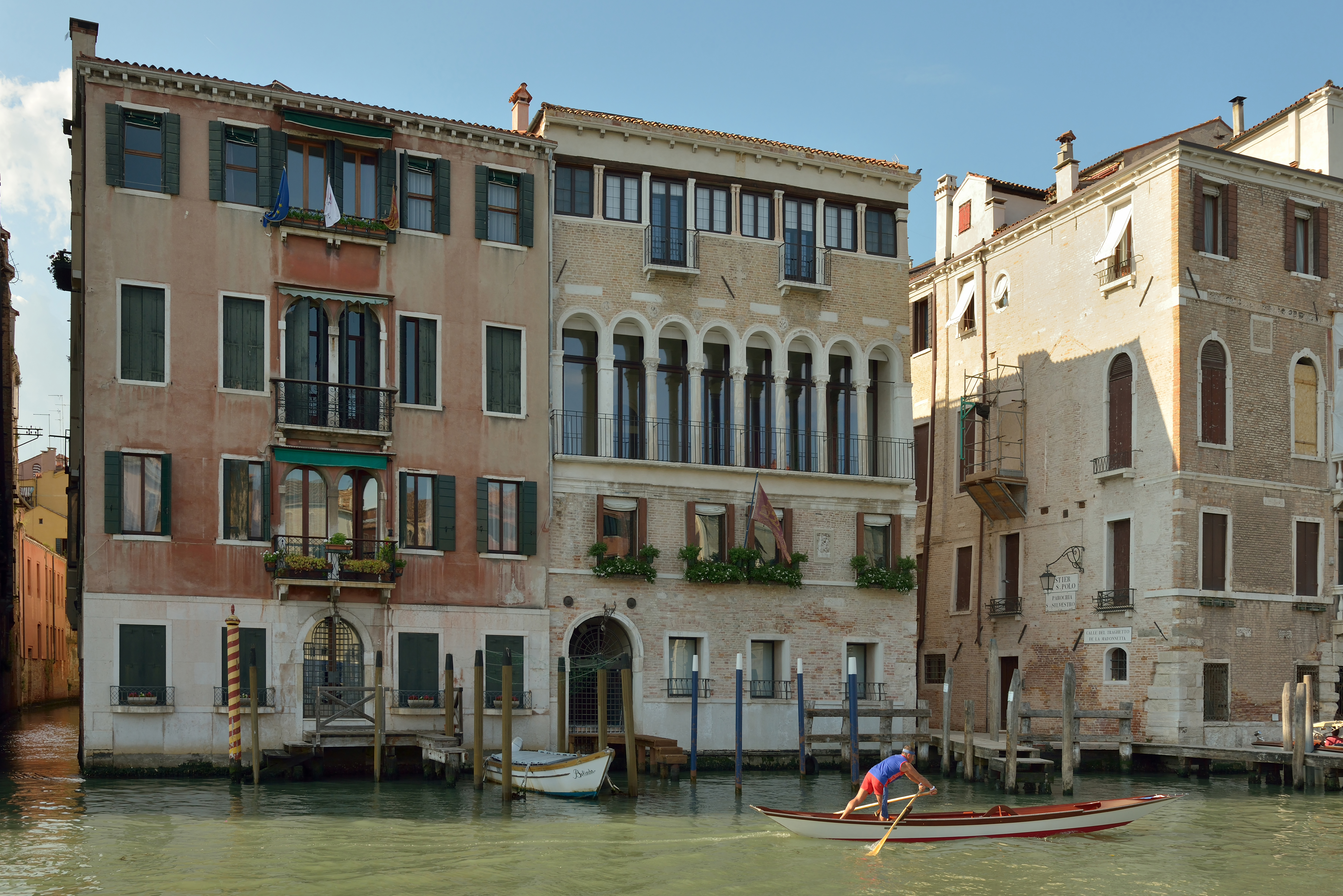
Die einfache Fassade der Ca’ Sicher (links), rechts die Schaufassade des Palazzo Donà della Madoneta

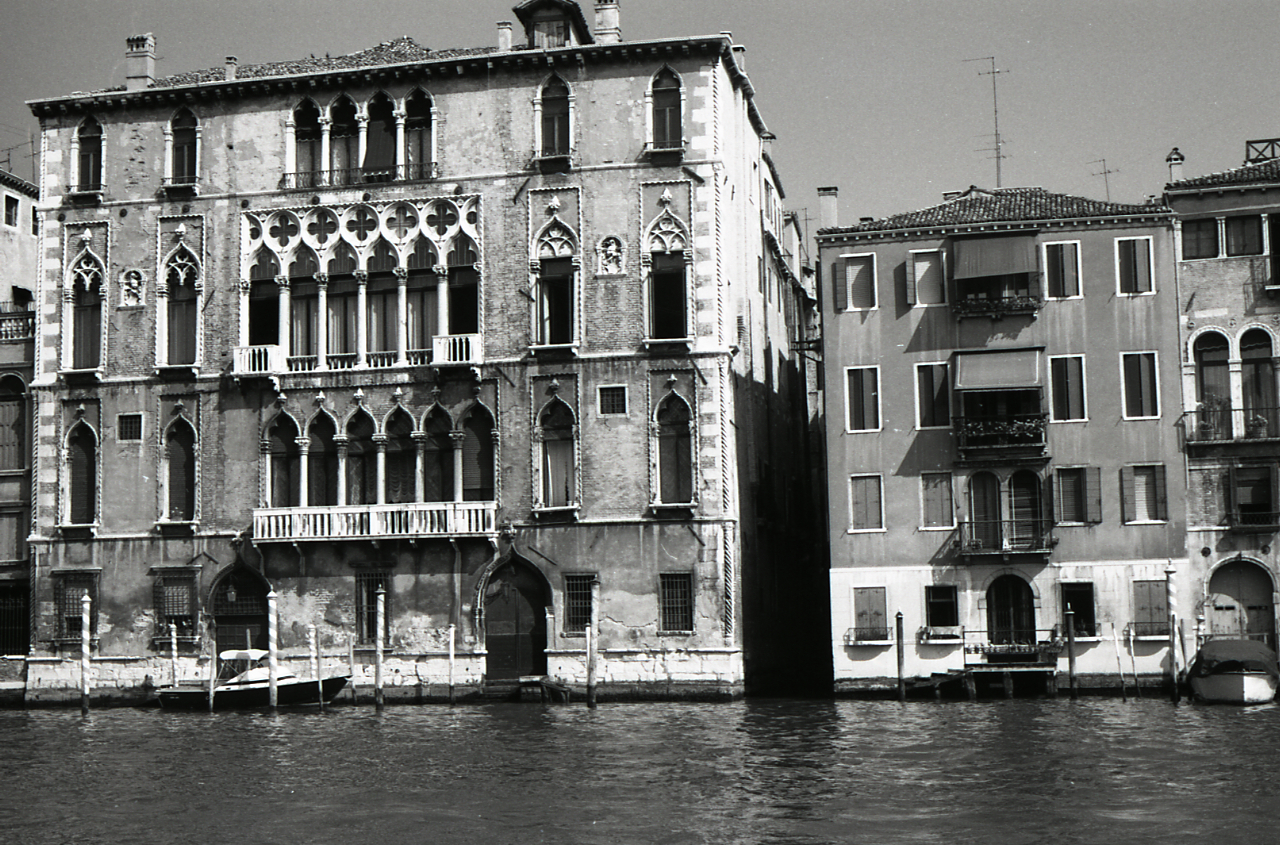
Links die Ca’ Bernardo, rechts die Ca’ Sicher; Paolo Monti 1969

Die Casa Sicher, venezianisch Ca’ Sicher, ist ein Gebäude im venezianischen Sestiere San Polo, das gelegentlich auch als „Palazzo Sicher“ bezeichnet wird. Die vergleichsweise schlichte Hauptfassade mit ihren vier Stockwerken blickt auf den Canal Grande. Das Gebäude, das sich zwischen dem Palazzo Bernardo, von dem es durch den Rio della Madoneta getrennt ist, und dem Palazzo Donà della Madoneta aus dem 13. Jahrhundert befindet, stammt aus dem 18. Jahrhundert.
Die einfache, vierstöckige Fassade, die auch schon der Vorgängerbau des 15. Jahrhunderts aufwies, wie die Stadtansicht des Jacopo de’ Barbari zeigt, weist drei Zentralbiforen und ein Wasserportal auf. Während das Geschoss mit dem zentralen Wasserportal in weißem istrischem Marmor gehalten ist, sind die oberen Etagen in rotem Ton bemalt.